# Distretto di Tayabamba
Il distretto di Tayabamba  è uno dei tredici distretti della provincia di Pataz, in Perù. Si trova nella regione di La Libertad e si estende su una superficie di  339,13 chilometri quadrati.